# The Glad Fact
The Glad Fact è il primo album in studio del gruppo musicale rock statunitense Dirty Projectors, pubblicato nel 2003.

## Tracce
1. The Glad Fact – 5:15
2. My Offwhite Flag – 3:02
3. Like Fake Blood in Crisp October – 2:36
4. Boredom Is a Product – 2:15
5. Two Brown Finches – 2:06
6. Three Brown Finches – 2:59
7. Off Science Hill – 5:03
8. Winter Is Here – 2:44
9. Ground Underfoot – 3:24
10. Spirit-Future Medley – 2:02
11. Naked We Made It – 3:14
12. Lit from Below – 2:29
13. Imaginary Love – 2:46
14. The Highway Is a Foggy Knife – 2:09
15. The Minutes – 2:41